# (300051) 2006 UU169
(300051) 2006 UU169 es un asteroide perteneciente al cinturón de asteroides, descubierto el 21 de octubre de 2006 por el equipo del Mount Lemmon Survey desde el Observatorio del Monte Lemmon, Arizona, Estados Unidos.

## Designación y nombre
Designado provisionalmente como 2006 UU169.

## Características orbitales
2006 UU169 está situado a una distancia media del Sol de 2,960 ua, pudiendo alejarse hasta 3,123 ua y acercarse hasta 2,798 ua. Su excentricidad es 0,054 y la inclinación orbital 3,851 grados. Emplea 1860,67 días en completar una órbita alrededor del Sol.

## Características físicas
La magnitud absoluta de 2006 UU169 es 16,7.